# Myrmarachne plataleoides
Myrmarachne plataleoides är en spindelart som först beskrevs av Pickard-Cambridge O. 1869.  Myrmarachne plataleoides ingår i släktet Myrmarachne och familjen hoppspindlar. Inga underarter finns listade i Catalogue of Life.